# Pyomyositis
Pyomyositis, ook wel tropische pyomyositis of myositis tropicans, is een bacteriële infectie van de skeletspieren die resulteert in met pus gevuld abces. Pyomyositis komt vooral voor in tropische streken maar kan zich ook in gematigde streken voordoen.
Pyomyositis wordt meestal veroorzaakt door de bacterie Staphylococcus aureus. Hoewel de infectie zich kan voordoen in iedere skeletspier worden meestal grote spiergroepen zoals de quadriceps of de bilspieren aangedaan. De infectie is in de tropen meestal een gevolg van kleine verwondingen. In gematigde streken komt het vooral voor bij mensen met een gecompromitteerd immuunsysteem.
Pyomyositis wordt behandeld door het abces van een drain te voorzien en tegelijkertijd de infectie te bestrijden met antibiotica.